# Густаф (співак)
Стеф Каерс (нід. Stef Caers; нар. 5 липня 1980, Левен), більш відомий як Густаф (стилізовано як GVSTΛPH) — бельгійський співак, автор пісень, продюсер і вокальний тренер. Він представляв Бельгію на Пісенному конкурсі Євробачення-2023 в Ліверпулі, Велика Британія з піснею «Because Of You».

## Біографія
Каерс народився 5 липня 1980 року в Левені, Фламандський Брабант. Він почав свою музичну кар'єру під час навчання в Гентській консерваторії, спочатку використовуючи сценічний псевдонім Штеффен. У 2000 році він став хітом зі своїм дебютним синглом «Gonna Lose You», який досяг 22 місця у фламандському чарті синглів Ultratop. Згодом він випустив другий сингл під назвою «Sweetest Thing».

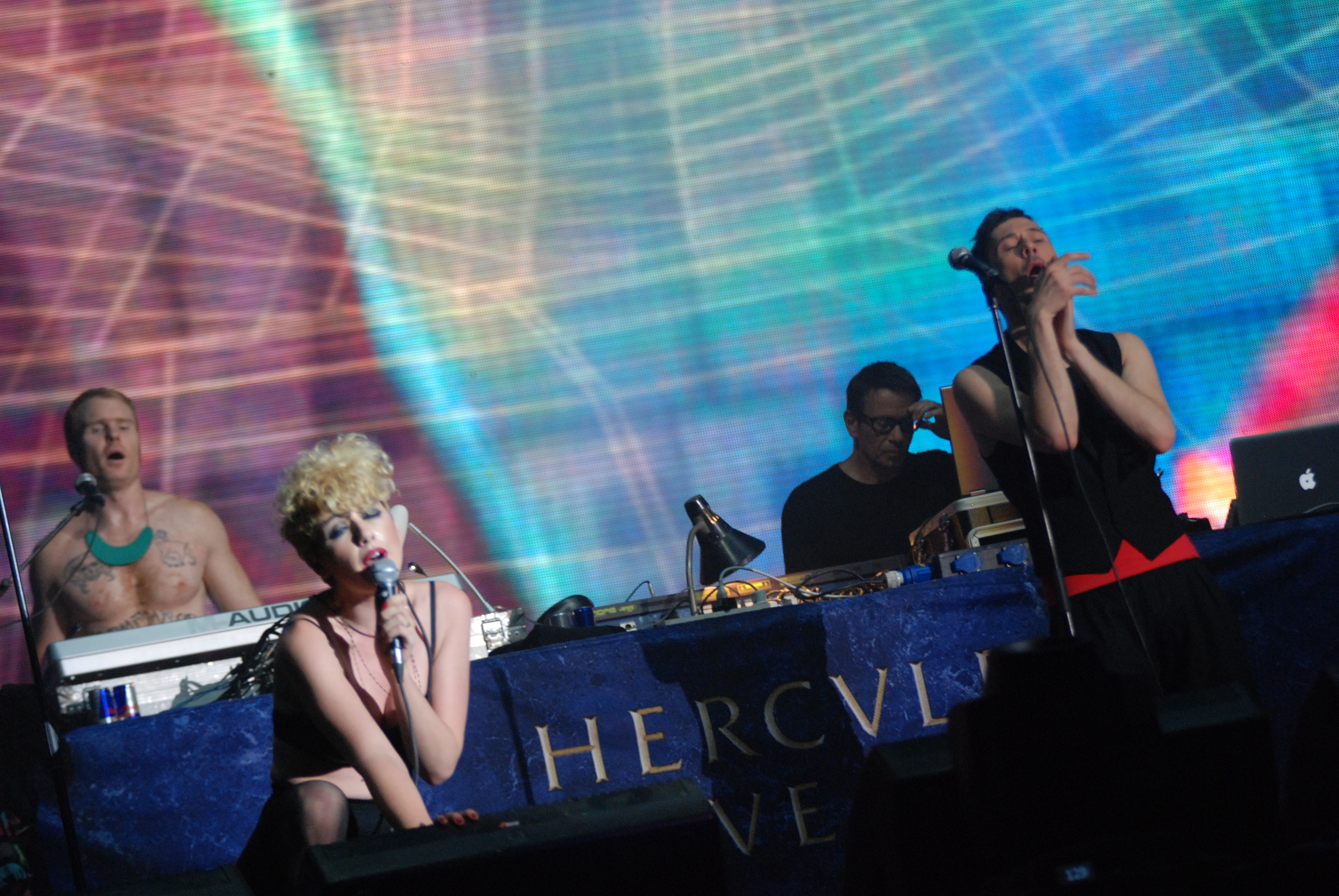
Каерс (праворуч) виступає з Hercules and Love Affair у 2012 році

Після цих релізів Каерс почав більше зосереджуватися на написанні пісень і продюсуванні. Він також став активним бек-вокалістом, забезпечуючи бек-вокал, зокрема, для Леді Лінн і Віллі Соммерса. На початку 2010-х він приєднався до гурту Hercules and Love Affair як один із головних вокалістів.
Він виступав як бек-вокаліст для Sennek на Пісенному конкурсі Євробачення-2018 і для Hooverphonic на Пісенному конкурсі Євробачення-2021. Крім кар'єри співака, він працює вокальним тренером та викладачем у Королівській академії образотворчих мистецтв (KASK) у Генті.
У листопаді 2022 року Каерс був оголошений одним із семи учасників Eurosong 2023, бельгійського національного відбору на Пісенний конкурс Євробачення. Його трек «Because of You» переміг у фіналі 14 січня 2023 року і Густаф представляв Бельгію на Пісенному конкурсі Євробачення-2023 у Ліверпулі, Велика Британія. У фіналі конкурсу Каерс здобув 7 місце, отримавши 182 бали.

## Особисте життя
Каерс — гей, він зробив камінг-аут у 14 років. Сценічним псевдонімом він взяв ім'я свого хрещеного батька.

## Дискографія

### Сингли

#### Як головний співак
| Назва                                   | Рік  | Найвища позиція в чарті | Альбом            |
| Назва                                   | Рік  | BEL(FL)                 | Альбом            |
| --------------------------------------- | ---- | ----------------------- | ----------------- |
| «Gonna Lose You»                        | 2000 | 22                      | Сингл без альбому |
| «Sweetest Thing»                        | 2000 | —                       | Сингл без альбому |
| «Same Thing»                            | 2011 | —                       | Сингл без альбому |
| «Jaded»                                 | 2011 | —                       | Сингл без альбому |
| «Second Coming» (за участю Adam Joseph) | 2020 | —                       | Сингл без альбому |
| «Call» (за участю Lady Linn)            | 2022 | —                       | Сингл без альбому |
| «Because of You»                        | 2023 | 3                       | Сингл без альбому |
| «The Nail»                              | 2023 | —                       | Сингл без альбому |

1. 1 2  Позначається як Штеффен.

#### Як запрошений співак
| Назва                                | Рік  | Найвища позиція в чарті | Альбом            |
| Назва                                | Рік  | BEL(FL)                 | Альбом            |
| ------------------------------------ | ---- | ----------------------- | ----------------- |
| «Running» (Blende за участю Gustaph) | 2014 | —                       | Сингл без альбому |

## Зауваги
1. ↑  "Sweetest Thing" не увійшов до Ultratop 50, але досяг 11 місця у фламандському чарті Ultratop.
2. ↑  «Running» не увійшов до Ultratop 50, але досяг 51 місця у фламандському чарті Ultratop.